# Pachyramphus major
Pachyramphus major е вид птица от семейство Tityridae.

## Разпространение
Видът е разпространен в Белиз, Гватемала, Мексико, Никарагуа, Салвадор и Хондурас.